# Trends in Cardiovascular Medicine
Trends in Cardiovascular Medicine is een internationaal, aan collegiale toetsing onderworpen wetenschappelijk tijdschrift op het gebied van de cardiologie.
De naam wordt in literatuurverwijzingen meestal afgekort tot Trends Cardiovasc. Med.
Het wordt uitgegeven door Elsevier en verschijnt 8 keer per jaar.
Het eerste nummer verscheen in 1991.